# Мум, Хавьер
Хавьер Мум Бохо (исп. Javier Mum Boho; род. 24 января 2001, Экваториальная Гвинея) — экваториалогвинейский футболист, защитник клуба «Кано Спорт» и национальной сборной Экваториальной Гвинеи.

## Карьера
В июле 2022 года перешёл в молдавское «Динамо-Авто». Дебютировал за клуб 31 июля 2022 года против клуба «Милсами». По началу сезона футболист закрепился в основной команде клуба. В октябре 2022 года футболистом стали интересоваться испанские клубы, что затем подтвердил директор молдавского клуба. По итогу первой половину сезона футболист вместе с клубом занял последнее место в турнирной таблице и отправился во вторую фазу за место в Суперлиге. Дебютный гол забил в матче 31 марта 2023 года против клуба «Фалешты». Вместе с клубом стал победителем раунда плей-офф, где в финале 24 мая 2023 года победил кишинёвскую «Викторию».
В июле 2023 года футболист стал игроком экваториалогвинейского клуба «Кано Спорт».

## Международная карьера
Начинал карьеру в сборной с молодёжной команды Экваториальной Гвинеи. В июне 2023 года футболист получил вызов в национальную сборную Экваториальной Гвинеи. Дебютировал за сборную футболист 25 марта 2024 года в товарищеском матче против сборной Кабо-Верде.

## Достижения
«Кано Спорт»
- Чемпион Экваториальной Гвинеи: 2019